# Horst Meyer
Horst Meyer (født 20. juni 1941 i Hamburg, død 24. januar 2020 på Lanzarote) var en tysk roer, olympisk guldvinder, dobbelt verdensmester og firedobbelt europamester.
Meyer var en del otteren fra Ratzeburger RC, der vandt det vesttyske mesterskab i hvert af årene 1962-1968. Båden vandt i 1962 også VM-titlen, og det blev desuden til EM-titlen i hvert af årene 1963-1965. Han var også med i båden for det forenede Tyskland ved OL 1964 i Tokyo. Her vandt tyskerne deres indledende heat i ny olympisk rekord foran USA. Skønt amerikanerne dermed måtte gennem opsamlingsheat, kom de i finalen, som de efter den første kilometer dominerede og sikrede sig guldmedaljen, mens tyskerne blev nummer to foran Tjekkoslovakiet.
Efter 1965-sæsonen skete der en stor udskiftning i Ratzebuger-otteren, men Meyer fortsatte i båden og var til at vinde VM-guld i 1966 samt EM-guld i 1967. Han var igen med ved OL 1968 i Mexico City, hvor han var eneste genganger i båden fra legene fire år forinden. Denne gang repræsenterende var det Vesttyskland, han repræsenterede, og otteren vandt planmæssigt sit indledede heat. I finalen kom de lidt langsomt fra start, men ved 1500 meter-mærket var de i spidsen og holdt hjem til guldmedaljen, som blev vundet med næsten et sekund foran Australien på andenpladsen og Sovjetunionen på tredjepladsen, yderligere godt et sekund bagude. Ud over Meyer bestod besætningen hos guldvinderne af Wolfgang Hottenrott, Dirk Schreyer, Egbert Hirschfelder, Rüdiger Henning, Jörg Siebert, Lutz Ulbricht, Roland Böse (i finalen erstattet af Niko Ott) og styrmand Gunther Tiersch.
Guldbesætningen fra 1968 bar det olympiske flag ind ved åbningsceremonien til OL 1972 i München. Efter afslutningen af sin aktive karriere sad Meyer i Tysklands Olympiske Komité i flere omgange, og han sad i bestyrelsen for Sportshilfe. Senere involverede han sig i fredsbevægelsen og var med til at danne "Athletes for Peace against Nuclear Warriors", der var aktiv til kort efter Tysklands genforening. Han var uddannet i virksomhedsøkonomi og direktør for et konsulentfirma.

## OL-medaljer
- 1968:  Guld i otter
- 1964:  Sølv i otter